# Arzens
Arzens [aʁzɛ̃s]  est une commune française située dans le nord-ouest du département de l’Aude, en région Occitanie.
Sur le plan historique et culturel, la commune fait partie du Carcassès, un pays centré sur la ville de Carcassonne, entre les prémices du Massif central et les contreforts pyrénéens. Exposée à un climat méditerranéen, elle est drainée par le ruisseau de Rebenty, le ruisseau de Roquelande, le ruisseau des Alauses et par divers autres petits cours d'eau. La commune possède un patrimoine naturel remarquable : un site Natura 2000 (le « massif de la Malepère ») et une zone naturelle d'intérêt écologique, faunistique et floristique.
Arzens est une commune rurale qui compte 1 196 habitants en 2022, après avoir connu une forte hausse de la population depuis 1975. Elle fait partie de l'aire d'attraction de Carcassonne. Ses habitants sont appelés les Arzenais et Arzenaises.
Le patrimoine architectural de la commune comprend trois  immeubles protégés au titre des monuments historiques : l'église Saint-Genès, inscrite en 1948, la croix, inscrite en 1948, et le château, inscrit en 1948.

## Géographie

### Localisation
Arzens est une commune située dans l'aire d'attraction de Carcassonne.

### Communes limitrophes
Les communes limitrophes sont  Alairac, Caux-et-Sauzens, Montréal, Sainte-Eulalie et Villesèquelande.
| Sainte-Eulalie | Villesèquelande | Caux-et-Sauzens |
| Montréal       | Arzens          | Alairac         |
|                |                 |                 |

### Géologie et relief
Arzens se situe en zone de sismicité 1 (sismicité très faible).

### Climat
Pour des articles plus généraux, voir Climat de l'Occitanie et Climat de l'Aude.
En 2010, le climat de la commune est de type climat méditerranéen altéré, selon une étude s'appuyant sur une série de données couvrant la période 1971-2000. En 2020, Météo-France publie une typologie des climats de la France métropolitaine dans laquelle la commune est exposée à un climat océanique altéré et est dans la région climatique Aquitaine, Gascogne, caractérisée par une pluviométrie abondante au printemps, modérée en automne, un faible ensoleillement au printemps, un été chaud (19,5 °C), des vents faibles, des brouillards fréquents en automne et en hiver et des orages fréquents en été (15 à 20 jours).
Pour la période 1971-2000, la température annuelle moyenne est de 13,3 °C, avec une amplitude thermique annuelle de 15,7 °C. Le cumul annuel moyen de précipitations est de 707 mm, avec 9,3 jours de précipitations en janvier et 5 jours en juillet. Pour la période 1991-2020, la température moyenne annuelle observée sur la station météorologique la plus proche, située sur la commune de Ventenac-Cabardès à 10 km à vol d'oiseau, est de 14,4 °C et le cumul annuel moyen de précipitations est de 774,1 mm,. Pour l'avenir, les paramètres climatiques de la commune estimés pour 2050 selon différents scénarios d’émission de gaz à effet de serre sont consultables sur un site dédié publié par Météo-France en novembre 2022.

### Milieux naturels et biodiversité

#### Réseau Natura 2000

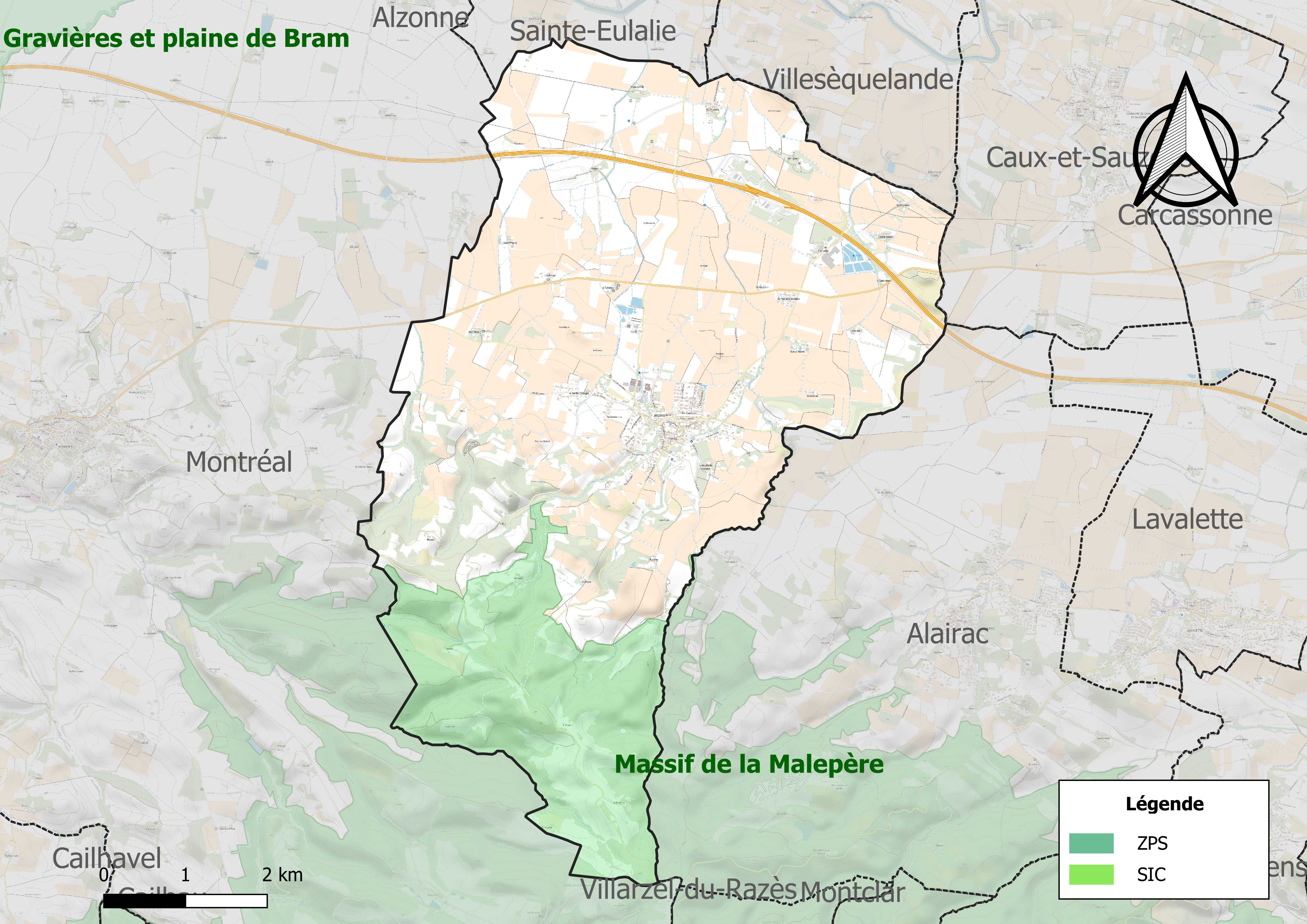
Site Natura 2000 sur le territoire communal.

Le réseau Natura 2000 est un réseau écologique européen de sites naturels d'intérêt écologique élaboré à partir des directives habitats et oiseaux, constitué de zones spéciales de conservation (ZSC) et de zones de protection spéciale (ZPS).
Un site Natura 2000 a été défini sur la commune au titre de la directive habitats : le « massif de la Malepère », d'une superficie de 6 158 ha, un site boisé présentant un intérêt biogéographique vu sa position intermédiaire sous les influences des climats méditerranéen et atlantique. De nombreuses espèces sont en limite d'aire. Il s'agit d'un site important pour des chauves-souris d'intérêt communautaire avec six espèces présentes : le Grand Rhinolophe, le Petit Rhinolophe, le Murin à oreilles échancrées, le Rhinolophe euryale, le Minioptère de Schreibers et la Barbastelle.

#### Zones naturelles d'intérêt écologique, faunistique et floristique

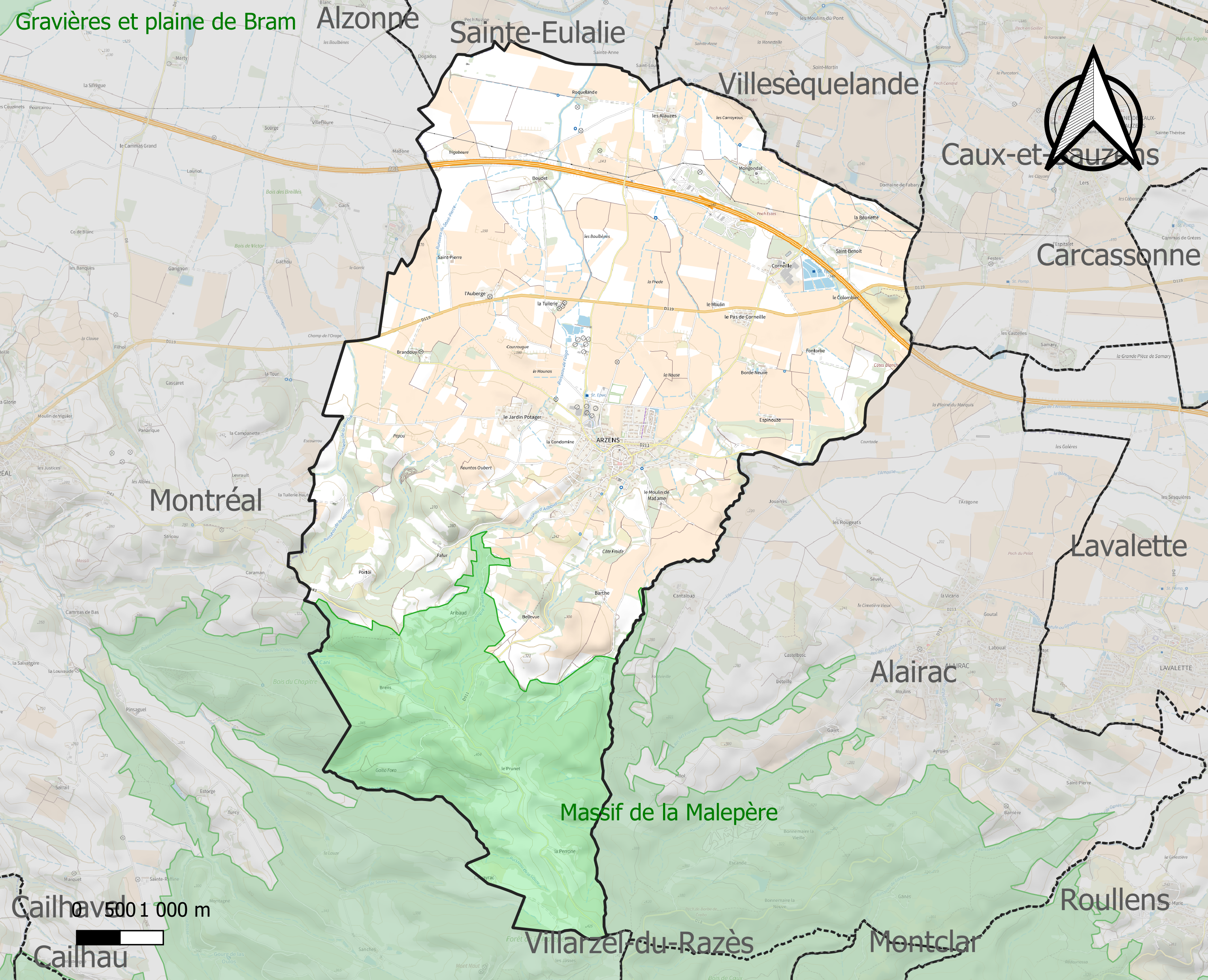
Carte de la ZNIEFF de type 1 localisée sur la commune.

L’inventaire des zones naturelles d'intérêt écologique, faunistique et floristique (ZNIEFF) a pour objectif de réaliser une couverture des zones les plus intéressantes sur le plan écologique, essentiellement dans la perspective d’améliorer la connaissance du patrimoine naturel national et de fournir aux différents décideurs un outil d’aide à la prise en compte de l’environnement dans l’aménagement du territoire.
Une ZNIEFF de type 1 est recensée sur la commune :
le « massif de la Malepère » (5 883 ha), couvrant 14 communes du département.

## Urbanisme

### Typologie
Au 1er janvier 2024, Arzens est catégorisée bourg rural, selon la nouvelle grille communale de densité à 7 niveaux définie par l'Insee en 2022.
Elle est située hors unité urbaine. Par ailleurs la commune fait partie de l'aire d'attraction de Carcassonne, dont elle est une commune de la couronne,. Cette aire, qui regroupe 115 communes, est catégorisée dans les aires de 50 000 à moins de 200 000 habitants,.

### Occupation des sols
L'occupation des sols de la commune, telle qu'elle ressort de la base de données européenne d’occupation biophysique des sols Corine Land Cover (CLC), est marquée par l'importance des territoires agricoles (79,7 % en 2018), en diminution par rapport à 1990 (80,8 %). La répartition détaillée en 2018 est la suivante : 
cultures permanentes (63,6 %), forêts (17,7 %), zones agricoles hétérogènes (6,7 %), prairies (6,4 %), terres arables (3 %), zones urbanisées (2,6 %). L'évolution de l’occupation des sols de la commune et de ses infrastructures peut être observée sur les différentes représentations cartographiques du territoire : la carte de Cassini (XVIIIe siècle), la carte d'état-major (1820-1866) et les cartes ou photos aériennes de l'IGN pour la période actuelle (1950 à aujourd'hui).

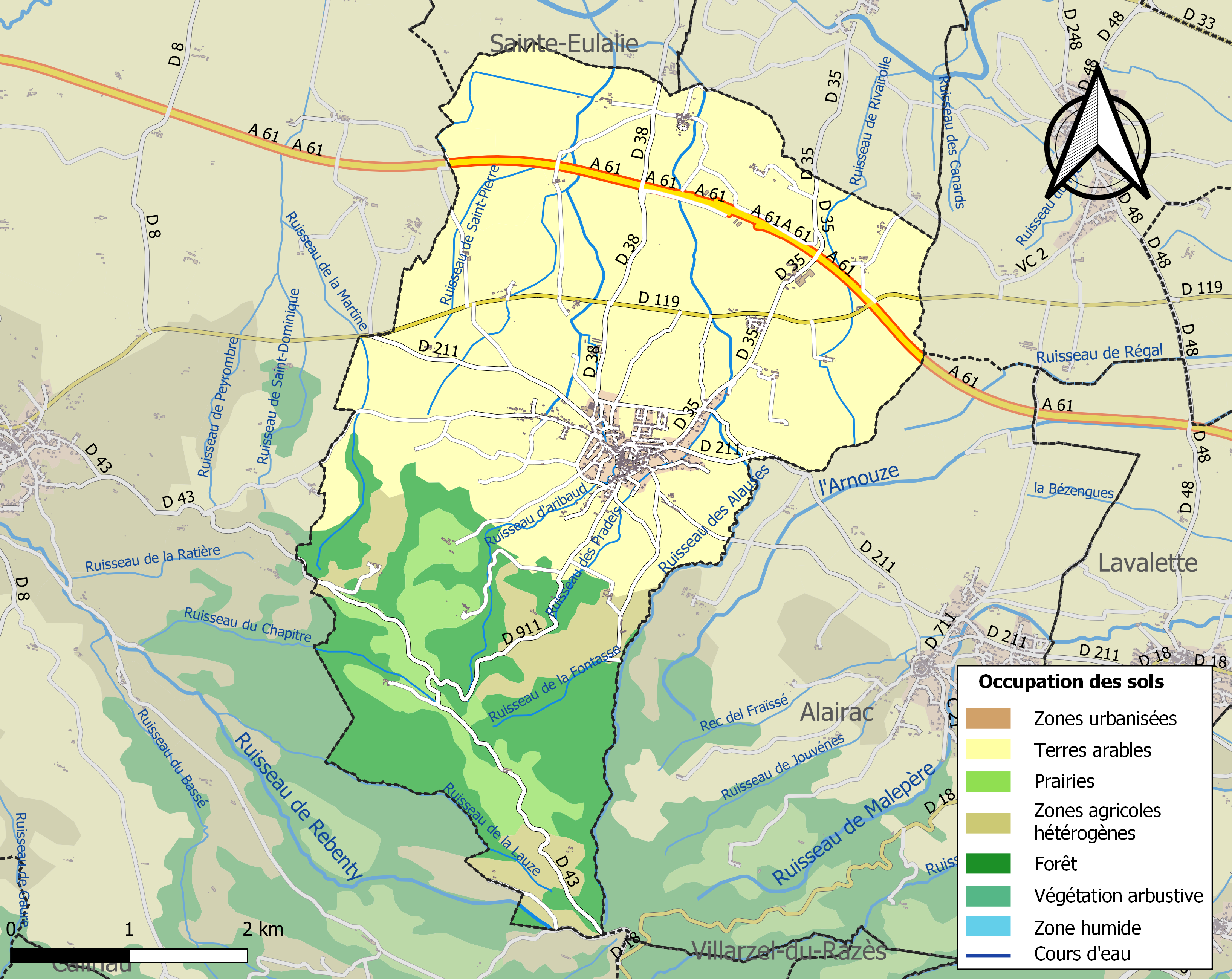
Carte des infrastructures et de l'occupation des sols de la commune en 2018 (CLC).

### Risques majeurs
Le territoire de la commune d'Arzens est vulnérable à différents aléas naturels : météorologiques (tempête, orage, neige, grand froid, canicule ou sécheresse), inondations, feux de forêts et séisme (sismicité très faible). Il est également exposé à un risque technologique,  le transport de matières dangereuses. Un site publié par le BRGM permet d'évaluer simplement et rapidement les risques d'un bien localisé soit par son adresse soit par le numéro de sa parcelle.

#### Risques naturels
Certaines parties du territoire communal sont susceptibles d’être affectées par le risque d’inondation par débordement de cours d'eau, notamment le ruisseau de Rebenty. La commune a été reconnue en état de catastrophe naturelle au titre des dommages causés par les inondations et coulées de boue survenues en 1982, 1990, 1992, 1999 et 2009,.

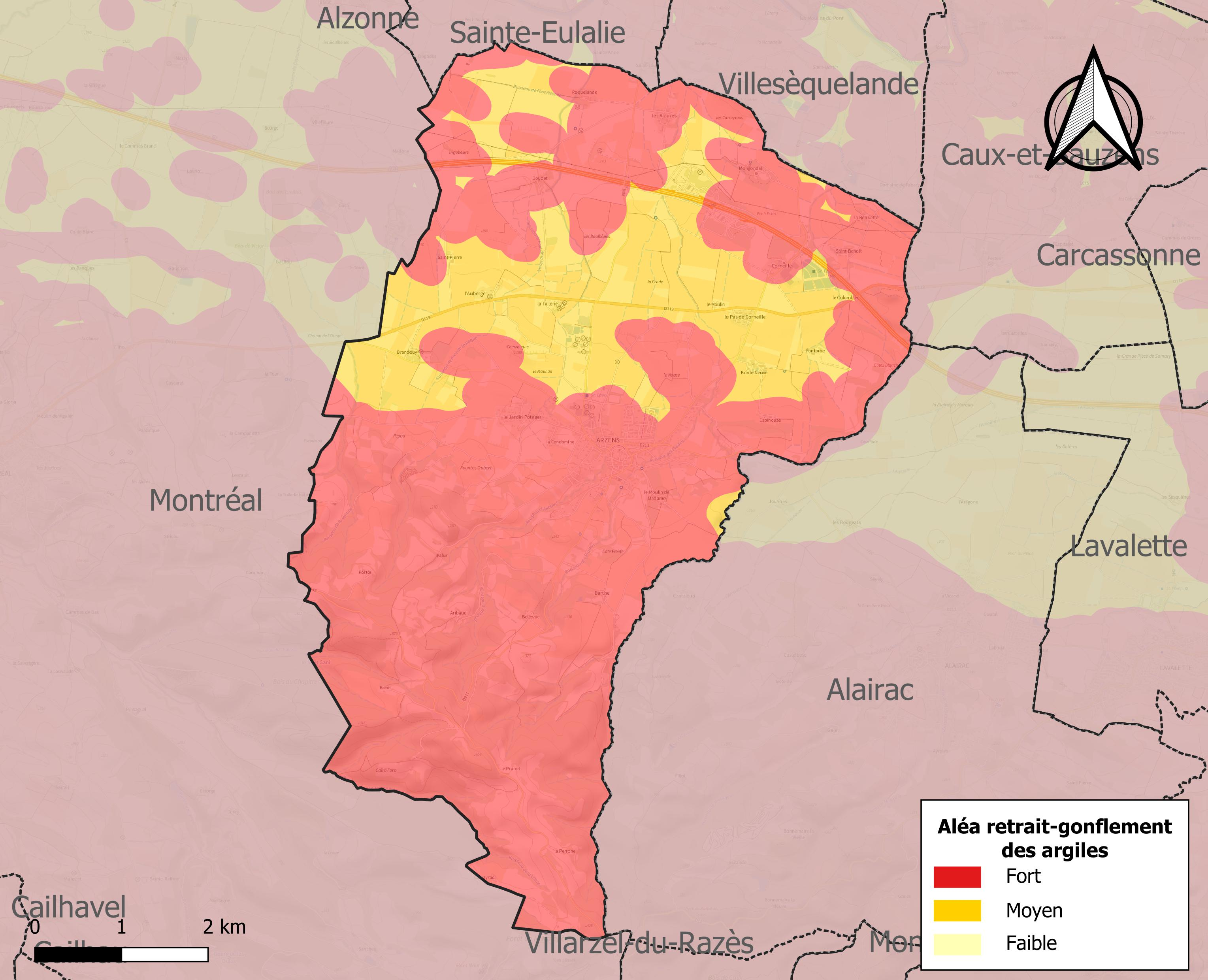
Carte des zones d'aléa retrait-gonflement des sols argileux d'Arzens.

Le retrait-gonflement des sols argileux est susceptible d'engendrer des dommages importants aux bâtiments en cas d’alternance de périodes de sécheresse et de pluie. La totalité de la commune est en aléa moyen ou fort (75,2 % au niveau départemental et 48,5 % au niveau national). Sur les 641 bâtiments dénombrés sur la commune en 2019, 641 sont en aléa moyen ou fort, soit 100 %, à comparer aux 94 % au niveau départemental et 54 % au niveau national. Une cartographie de l'exposition du territoire national au retrait gonflement des sols argileux est disponible sur le site du BRGM,.

#### Risques technologiques
Le risque de transport de matières dangereuses sur la commune est lié à sa traversée par une route à fort trafic. Un accident se produisant sur une telle infrastructure est en effet susceptible d’avoir des effets graves au bâti ou aux personnes jusqu’à 350 m, selon la nature du matériau transporté. Des dispositions d’urbanisme peuvent être préconisées en conséquence.

## Toponymie
Toponyme formé avec le suffixe -ingus sur un nom de personne germanique, Hartilo : le domaine appartenant à Hartilo.

## Politique et administration

### Découpage territorial
La commune d'Arzens est membre de l'intercommunalité Carcassonne Agglo, un établissement public de coopération intercommunale (EPCI) à fiscalité propre créé le 21 décembre 2012 dont le siège est à Carcassonne. Ce dernier est par ailleurs membre d'autres groupements intercommunaux.
Sur le plan administratif, elle est rattachée à l'arrondissement de Carcassonne, au département de l'Aude, en tant que circonscription administrative de l'État, et à la région Occitanie.
Sur le plan électoral, elle dépend du canton de la Malepère à la Montagne Noire pour l'élection des conseillers départementaux, depuis le redécoupage cantonal de 2014 entré en vigueur en 2015, et de la troisième circonscription de l'Aude  pour les élections législatives, depuis le redécoupage électoral de 1986.

### Liste des maires
| Période                                  | Période  | Identité           | Étiquette | Qualité |
| ---------------------------------------- | -------- | ------------------ | --------- | ------- |
| Les données manquantes sont à compléter. |          |                    |           |         |
| avant 1995                               | ?        | Paul Chiffre       | PS        |         |
| mars 2001                                | 2008     | André Gol          |           |         |
| mars 2008                                | En cours | Jean-Claude Pistre |           |         |

### Jumelages
Hattenheim (Allemagne) depuis 1963

## Démographie
L'évolution du nombre d'habitants est connue à travers les recensements de la population effectués dans la commune depuis 1793. Pour les communes de moins de 10 000 habitants, une enquête de recensement portant sur toute la population est réalisée tous les cinq ans, les populations de référence des années intermédiaires étant quant à elles estimées par interpolation ou extrapolation. Pour la commune, le premier recensement exhaustif entrant dans le cadre du nouveau dispositif a été réalisé en 2005.

En 2022, la commune comptait 1 196 habitants, en évolution de −3,94 % par rapport à 2016 (Aude : +2,65 %, France hors Mayotte : +2,11 %).
| 1793 | 1800 | 1806 | 1821 | 1831 | 1836  | 1841  | 1846  | 1851  |
| ---- | ---- | ---- | ---- | ---- | ----- | ----- | ----- | ----- |
| 902  | 813  | 832  | 958  | 932  | 1 037 | 1 011 | 1 054 | 1 088 |

| 1856 | 1861 | 1866 | 1872 | 1876 | 1881  | 1886  | 1891  | 1896  |
| ---- | ---- | ---- | ---- | ---- | ----- | ----- | ----- | ----- |
| 971  | 945  | 895  | 867  | 909  | 1 022 | 1 172 | 1 083 | 1 167 |

| 1901  | 1906  | 1911  | 1921  | 1926  | 1931  | 1936  | 1946  | 1954  |
| ----- | ----- | ----- | ----- | ----- | ----- | ----- | ----- | ----- |
| 1 173 | 1 166 | 1 070 | 1 074 | 1 049 | 1 253 | 1 094 | 1 020 | 1 007 |

| 1962 | 1968 | 1975 | 1982 | 1990 | 1999  | 2005  | 2006  | 2010  |
| ---- | ---- | ---- | ---- | ---- | ----- | ----- | ----- | ----- |
| 989  | 966  | 833  | 933  | 971  | 1 003 | 1 102 | 1 119 | 1 148 |

| 2015  | 2020  | 2022  | - | - | - | - | - | - |
| ----- | ----- | ----- | - | - | - | - | - | - |
| 1 243 | 1 211 | 1 196 | - | - | - | - | - | - |

## Économie

### Revenus
En 2018  (données Insee publiées en septembre 2021), la commune compte 529 ménages fiscaux, regroupant 1 195 personnes. La médiane du revenu disponible par unité de consommation est de 20 930 € (19 240 € dans le département).

### Emploi
| Division       | 2008   | 2013   | 2018   |
| -------------- | ------ | ------ | ------ |
| Commune        | 5,2 %  | 9,2 %  | 7,4 %  |
| Département    | 10,2 % | 12,8 % | 12,6 % |
| France entière | 8,3 %  | 10 %   | 10 %   |

En 2018, la population âgée de 15 à 64 ans s'élève à 738 personnes, parmi lesquelles on compte 77,2 % d'actifs (69,8 % ayant un emploi et 7,4 % de chômeurs) et 22,8 % d'inactifs,. Depuis 2008, le taux de chômage communal (au sens du recensement) des 15-64 ans est inférieur à celui de la France et du département.
La commune fait partie de la couronne de l'aire d'attraction de Carcassonne, du fait qu'au moins 15 % des actifs travaillent dans le pôle,. Elle compte 291 emplois en 2018, contre 338 en 2013 et 355 en 2008. Le nombre d'actifs ayant un emploi résidant dans la commune est de 525, soit un indicateur de concentration d'emploi de 55,5 % et un taux d'activité parmi les 15 ans ou plus de 56,7 %.
Sur ces 525 actifs de 15 ans ou plus ayant un emploi, 117 travaillent dans la commune, soit 22 % des habitants. Pour se rendre au travail, 92,6 % des habitants utilisent un véhicule personnel ou de fonction à quatre roues, 0,8 % les transports en commun, 3,1 % s'y rendent en deux-roues, à vélo ou à pied et 3,5 % n'ont pas besoin de transport (travail au domicile).

### Activités hors agriculture

#### Secteurs d'activités
73 établissements sont implantés  à Arzens au 31 décembre 2019. Le tableau ci-dessous en détaille le nombre par secteur d'activité et compare les ratios avec ceux du département,.
| Secteur d'activité                                                                                        | Commune | Commune | Département |
| Secteur d'activité                                                                                        | Nombre  | %       | %           |
| --- | ------- | ------- | ----------- |
| Ensemble                                                                                                  | 73      |         |             |
| Industrie manufacturière, industries extractives et autres                                                | 10      | 13,7 %  | (8,8 %)     |
| Construction                                                                                              | 17      | 23,3 %  | (14 %)      |
| Commerce de gros et de détail, transports, hébergement et restauration                                    | 19      | 26 %    | (32,3 %)    |
| Activités financières et d'assurance                                                                      | 2       | 2,7 %   | (2,7 %)     |
| Activités immobilières                                                                                    | 4       | 5,5 %   | (5,2 %)     |
| Activités spécialisées, scientifiques et techniques et activités de services administratifs et de soutien | 9       | 12,3 %  | (13,3 %)    |
| Administration publique, enseignement, santé humaine et action sociale                                    | 4       | 5,5 %   | (13,2 %)    |
| Autres activités de services                                                                              | 8       | 11 %    | (8,8 %)     |

Le secteur du commerce de gros et de détail, des transports, de l'hébergement et de la restauration est prépondérant sur la commune puisqu'il représente 26 % du nombre total d'établissements de la commune (19 sur les 73 entreprises implantées  à Arzens), contre 32,3 % au niveau départemental.

#### Entreprises
Les cinq entreprises ayant leur siège social sur le territoire communal qui génèrent le plus de chiffre d'affaires en 2020 sont : 
- Distilleries d'Oc, activités spécialisées, scientifiques et techniques diverses (885 k€) ;
- CJM, fabrication d'autres matériels électriques (253 k€) ;
- Pettenuzzo, location de terrains et d'autres biens immobiliers (213 k€) ;
- Boulangerie Ben & Charlie, boulangerie et boulangerie-pâtisserie (149 k€) ;
- QBX Cycles, fabrication de bicyclettes et de véhicules pour invalides (63 k€).

### Agriculture
La commune fait partie de la petite région agricole dénommée « Région viticole ». En 2010, l'orientation technico-économique de l'agriculture  sur la commune est la viticulture (appellation et autre).
|                                   | 1988  | 2000 | 2010 |
| --------------------------------- | ----- | ---- | ---- |
| Exploitations                     | 88    | 57   | 48   |
| Superficie agricole utilisée (ha) | 1 495 | 1314 | 1156 |

Le nombre d'exploitations agricoles en activité et ayant leur siège dans la commune est passé de 88 lors du recensement agricole de 1988 à 57 en 2000 puis à 48 en 2010, soit une baisse de 45 % en 22 ans. Le même mouvement est observé à l'échelle du département qui a perdu pendant cette période 52 % de ses exploitations. La surface agricole utilisée sur la commune a également diminué, passant de 1 495 ha en 1988 à 1 156 ha en 2010. Parallèlement la surface agricole utilisée moyenne par exploitation a augmenté, passant de 17 à 24 ha.

## Culture locale et patrimoine

### Lieux et monuments
- Église Saint-Genès d'Arzens. L'Église (à l'exception du porche de la sacristie axiale et de la travée occidentale) a été inscrite au titre des monuments historiques en 1948[34].
- Chapelle Saint-Pierre-aux-Liens de Corneille.
- Château
- Croix votives : croix d'Arzens
- Étape sur le chemin de Saint-Jacques-de-Compostelle
- Aéroport de Carcassonne Salvaza

### Personnalités liées à la commune
- Jean-François de la Rocque de Roberval, seigneur d'Arzens (proche de François Ier, ami de Rabelais, chef de la dernière expédition de Jacques Cartier au Québec).
- Achille Laugé (peintre pointilliste, né à Arzens en 1861, décédé en 1944 à Cailhau, ami de Antoine Bourdelle et de Aristide Maillol).
- Famille de Rigaud de Corneille et des Alauzes, filiation 1438, agrégée à la noblesse au XVIIIe siècle, conseiller au parlement de Toulouse en 1769, Languedoc.
- Dans leur jeunesse, passée à Arzens, Bruno Wolkowitch (acteur), José Montalvo (chorégraphe)

### Héraldique
| Blason de Arzens | Blason  | De gueules à l'agneau pascal d'argent, la tête contournée, onglé de sable, tenant une hampe croisetée d'argent au guidon du même chargé d'une croisette d'or ; au chef cousu d'azur chargé de trois fleurs de lys d'or. |
| Blason de Arzens | Détails | Adopté par la municipalité. |
| Blason de Arzens | Alias   | D'argent à la lettre capitale A de gueules. Blason attribué par Charles D'Hozier dans l'Armorial général de France en 1696.                                                                                             |